# Língua baenã
O baenã foi uma língua indígena brasileira falada pelos índios baenãs. É uma língua ainda não classificada.

## Vocabulário
Vocabulário (Loukotka 1963):
| Português      | Baenã     |
| -------------- | --------- |
| veado          | eželẽ     |
| veação         | bakurí    |
| fogo           | kelemés   |
| jaguar         | patarak   |
| negro (pessoa) | kadašužé  |
| porco          | bonikro   |
| rato           | pititiɲga |
| macaco         | pitirát   |
| boi            | šẽšẽ      |